# Prey on You
Prey on You — второй мини-альбом чикагской индастриал-группы I:Scintilla, выпущенный на бельгийском лейбле Alfa Matrix в 2009 году. Список композиций состоит из четырёх композиций, а также ремиксов, сделанных такими группами, как en:Studio-X, Себастиан Комор и другими.

## Список композиций
1. Prey On You
2. Ammunition
3. Hollowed
4. Prey On You (Sebastian R. Komor Mix)
5. Prey On You (Studio-X Hard Dance Mix)
6. Prey On You (Cylab Mix)
7. Ammunition (Cat Mix)
8. Hollower (Indigent Mix By Die Warzau)

## Участники записи
- Brittany Bindrim — вокал
- Jim Cookas — гитара
- Vincent Grech — барабаны
- Brent Leitner — гитара, программирование